# Paul Röntgen
Paul Röntgen (* 26. Oktober 1881  in Aachen; † 2. November 1965 ebenda) war ein deutscher Hochschullehrer für Metallurgie und Rektor der RWTH Aachen.

## Leben und Wirken
Nach seinem Abitur im Jahr 1902 studierte Paul Röntgen Metallhüttenkunde an der RWTH Aachen. Zu Beginn seines Studiums wurde er dort Mitglied im Akademischen Verein der Chemiker, Berg- und Hüttenleute, dem späteren Corps Montania, schied jedoch im folgenden Semester wieder aus. Das Studium schloss er 1906 mit dem Diplom ab. Anschließend unternahm er mehrere Studienreisen unter anderem nach England und in die USA. Von 1909 bis 1913 war Röntgen Bau- und Betriebsleiter der Hüttenabteilung der Norddeutschen Affinerie in Hamburg, von 1914 bis 1924 Direktor der Kupferhütte in Ilsenburg. Einen Ruf an die Technische Hochschule Breslau im Jahre 1921 lehnte er ab, folgte aber vier Jahre später einem vergleichbaren Angebot in seiner Heimatstadt, wo er am 1. Oktober 1925 als Nachfolger von Wilhelm Borchers den Lehrstuhl für Metallhüttenkunde und Lötrohrprobierkunde an der RWTH Aachen übernahm. Diese Position behielt er bis zu seiner Emeritierung im Jahr 1952 und war zwischenzeitlich von 1932 bis 1934 als Nachfolger von Felix Rötscher und von 1945 bis 1948 als Nachfolger von Hans Ehrenberg Rektor sowie von 1934 bis 1937 Prorektor der Hochschule.
Seine fachlichen Schwerpunkte waren die elektrolytische Metallgewinnung sowie die Raffination von Aluminium.

## Röntgens Rolle im nationalsozialistischen Staat
Paul Röntgen galt als der Übergangsrektor zwischen Weimarer Republik und Drittem Reich und obwohl selbst konservativ und deutschnational gesinnt, versuchte Röntgen den Einfluss der neuen Machthaber auf die Hochschule einzudämmen. Er gehörte trotz gewisser Affinitäten ebenso wie sein Vorgänger Felix Rötscher im Rektoramt nicht der NSDAP an, versuchte auch anfangs vor der Einflussnahme der Parteien zu warnen und griff dabei vor allem den Rektor der Universität Jena Abraham Esau an, der am 27. Februar 1933 zu einer Sympathieerklärung für Hindenburg und damit auch für Adolf Hitlers Machtergreifung aufrief. Diese Einstellung verhalf Röntgen ebenso wie auch vielen anderen mit ihm sympathisierenden Mitarbeitern der TH bei der von Bernhard Rust angeordneten Neuwahl des Rektorats, Senats und Dekanats an den Hochschulen, in denen  keine turnusmäßige Wahlen anstanden, zu ihrer  Bestätigung im Amt am 29. April 1933, da sich die Wahlberechtigten zu diesem Zeitpunkt für Kontinuität und gegen den Nationalsozialismus aussprachen. Im Verlauf der nächsten Monate und Jahre näherte er sich aber besonders in seinen Reden immer mehr der geforderten Parteilinie an und trat der Nationalsozialistischen Volkswohlfahrt, dem NS-Bund Deutscher Techniker, dem Nationalsozialistischen Lehrerbund und dem Nationalsozialistischen Deutschen Dozentenbund bei, wollte sich aber dennoch die Freiheit der Hilfestellung für bedrängte Kollegen nicht verbauen lassen. Trotzdem konnte er im Jahr 1934 zusammen mit Felix Rötscher und Hubert Hoff im Immatrikulationsausschuss der TH nicht verhindern, dass der Anteil der jüdischen Studierenden von 5 auf 1,5 % und später noch weiter gesenkt werden sollte. Auch war er wohl nicht dazu in der Lage, sich für den Verbleib von jüdischen oder angeblich marxistischen Professoren an der RWTH Aachen einzusetzen, versuchte aber deren persönliche Not, so weit es in seinen Möglichkeiten stand, zu lindern oder gar deren Verhaftung zu verhindern. Da ihm dies aber nicht gelang, entschloss er sich anstelle eines konsequenten Rücktritts von allen Ämtern, ab 1934 zunächst nur noch als Prorektor und ab 1937 nur noch als Institutsleiter tätig zu sein und sich damit aus der Verantwortung entbinden zu lassen.

## Röntgens Rolle nach dem Zweiten Weltkrieg
Nach dem Ende des Zweiten Weltkrieges wurde Röntgen, der für die alliierte Militärregierung als formal nicht belastet eingestuft wurde, am 23. August 1945  beauftragt, sich zunächst als kommissarischer und wenig später wieder als gewählter Rektor zur Verfügung zu stellen und den Wiederaufbau der RWTH Aachen voranzutreiben. Röntgen war maßgeblich darum bemüht und dies war auch unbestritten sein Verdienst, in kürzester Zeit den Lehrbetrieb sowohl räumlich wie auch organisatorisch in Gang zu bringen, besonders da zahlreiche kriegsbedingte Studienunterbrecher wieder zurück an die Hochschule drängten. Allerdings berücksichtigte Röntgen bei der Wiedereingliederung in den Hochschuldienst auch NS-belastete Kollegen wie beispielsweise die ehemaligen Rektoren Alfred Buntru und Otto Gruber, indem er ihnen bereitwillig und unkritisch Entlastungsschreiben ausstellte, die diesen im Verlauf ihrer Entnazifizierungsverfahrens zum  Vorteil gereichen sollten. Auch gingen er und sein eigens hierzu errichtetes Helfernetzwerk so weit, diejenigen Mitarbeiter, die sich gegen diese Art der Reintegration wandten, massiv unter Druck zu setzen.
Trotz all der Widersprüchlichkeiten wurde er für den raschen und kompetenten Wiederaufbau der RWTH und der Wiederherstellung eines ordnungsgemäßen Lehrbetriebes mit zahlreichen Ehrungen ausgezeichnet. Paul Röntgen verstarb am 2. November 1965 und fand seine letzte Ruhestätte auf dem Aachener Ostfriedhof.
Im Rahmen ihrer aktuellen Aufarbeitung der Tätigkeiten ihrer Hochschulangehörigen während des Dritten Reiches setzt sich das Historische Institut der RWTH Aachen in mehreren Schriften auch intensiv mit dem Wirken Paul Röntgens auseinander.

## Ehrungen
- 1947 Ehrendoktor der RWTH Aachen
- 1948 Ehrensenator der RWTH Aachen
- 1959 Großes Verdienstkreuz des Verdienstordens der BRD.
- 1965 wurde posthum eine Straße in Aachen nach ihm benannt (50° 46′ 56,5″ N, 6° 4′ 27,5″ O).

## Werke
- Über den Einfluss von Metallen der Eisengruppe auf die Aushärtung von Aluminiumlegierungen hoher Reinheit, Berlin,  Aluminium Zentrale, 1935
- Über den gegenwärtigen Stand des Metallhüttenwesens und seine voraussichtliche Weiterentwicklung, Düsseldorf, Verl. Stahleisen, [1938]
- Über die Löslichkeit von Wasserstoff in Aluminium und Magnesium, Berlin, Aluminium-Zentrale, 1938